# جاکومو بالا
جاکوما بالا (Giacomo Balla) نقاش شاعر و معلم هنر ایتالیایی و پیرو سبک فوتوریسم در سال ۱۸۷۱ در رم، ایتالیا متولد شد. او یکی از تأثیرگذارترین استادان این مکتب بود که استاد اومبرتو بوچونی و جینو سورینی نیز محسوب می‌شود.
او به تصویرسازی هماهنگ در حرکت و وجوه چندگانهٔ اشیاء به آزمایشگری مخصوص خودش ادامه داد تا حرکتی محسوس را به کالبد بی جان تابلوهایش ببخشد. او را می‌توان یکی از پیشگامان متحرک سازی و متحرک سازی روزنامه‌ای دانست، بخصوص با نقاشی معروف او سگی در حال دویدن بر روی طناب که با ترسیم دست و پاهای فراوان برای سگ در اصل آن را در تابلوی بیجان خویش به حرکت واداشته‌است و تابلوی معروف دیگر او یعنی چراغ خیابان و مطالعهٔ نور با رنگ‌های مکمل و قلمی v شکل به عمق نمایی در پیکرهٔ نقاشی دست زده و نورها را به صورتی آزاردهنده به کار برده‌است که چشم بینندگان را می‌آزارد.
دیگر نقاشان سبک فوتوریسم از زمره شاگردان و تأثیر پذیران شیوهٔ نقاشی او به‌شمار می‌روند پیوستن او به جمع فوتوریستها در سال ۱۹۰۶ بود و در آن زمان او مسن‌ترین پیرو این مکتب به‌شمار می‌رفته‌است.
او در سال ۱۹۵۸ در ایتالیا فوت شد.